# The Harbourside
The Harbourside é um dos arranha-céus mais altos do mundo, com 255 metros (837 ft). Edificado na cidade de Hong Kong, China, foi concluído em 2004 com 75 andares.